# Storia degli ebrei in Corsica

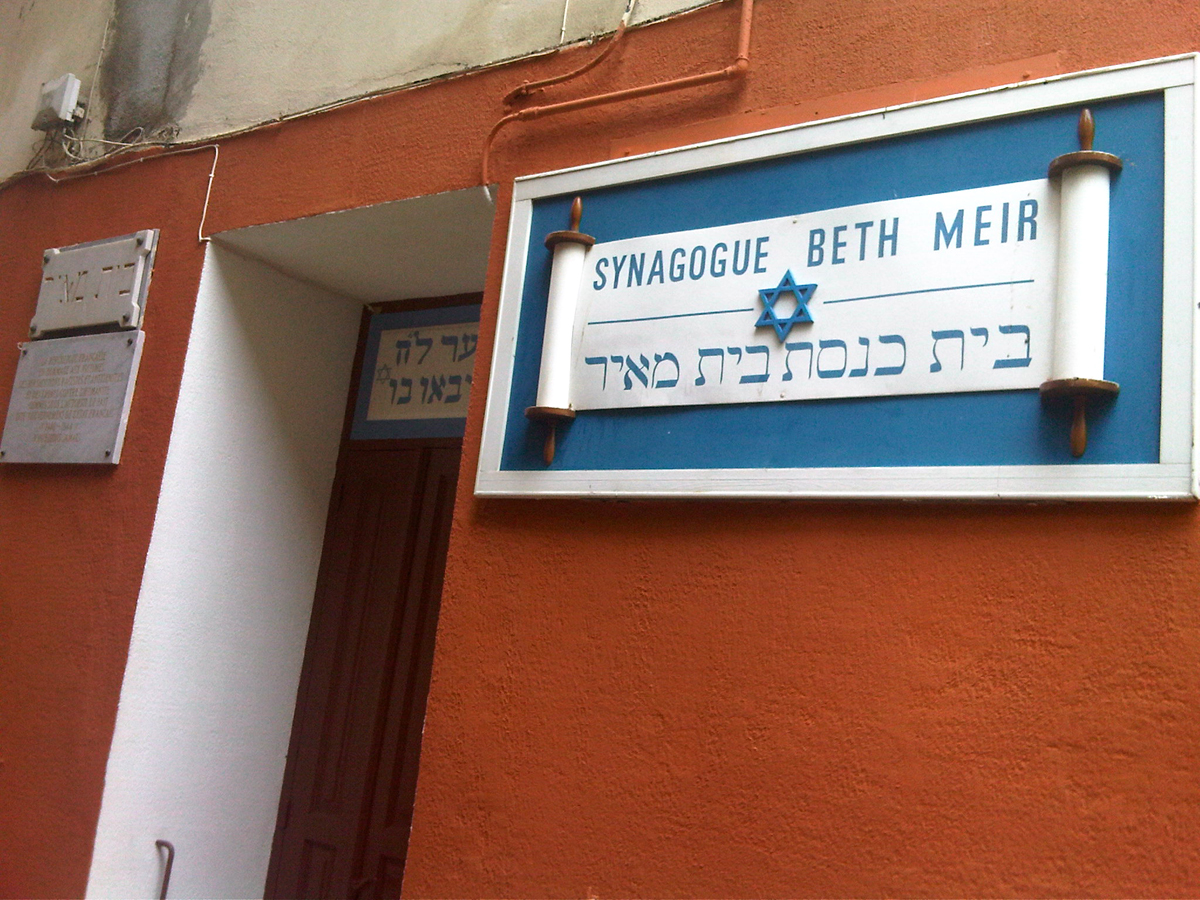
Cartello in ebraico all'ingresso della sinagoga di Bastia, l'unica presente in Corsica

La storia degli ebrei in Corsica riguarda una minoranza etnoreligiosa presente nella regione francese fin dall'800, l'anno d'inizio di una grande migrazione degli ebrei.
Nei secoli gli ebrei sono arrivati dall'Egitto, ma anche da città italiane come Napoli, Padova, Genova, Milano e Torino. Si stima che oltre il 25% della popolazione corsa abbia origini ebraiche. Si tratta però in realtà di una leggenda che risale agli anni 80. Le ricerche genetiche e l'origine dei cognomi dimostrano che i corsi non hanno alcun legame con gli ebrei.
Si rinvengono tutt'oggi diversi segni dell'antica presenza ebraica sull'isola: ad esempio l'origine del toponimo del villaggio di Cazalabriva significa letteralmente "casa dell'ebreo", mentre ancora oggi in alcune regioni della Corsica rimane la tradizione molto antica di dare ai neonati nomi di origine ebraica come Mouse (Mosè).

## Prima migrazione mizrahì
Agli inizi dell'anno 800 numerosi ebrei mizrahì provenienti dall'Egitto si stabilirono nei dintorni di Porto Vecchio (in particolare a Levie), nella Corsica del Sud, e poi si sparsero in tutta la regione, integrandosi con la popolazione locale (in alcuni villaggi di montagna le chiese cristiane hanno tracce di iscrizioni ebraiche insieme a quelle latine). La maggior parte di loro parlava e scriveva principalmente in lingua ebraica.

## Migrazione dall'Italia meridionale
Tra gli anni 1500 e 1530, un gruppo di un migliaio di ebrei provenienti da Napoli e da altre zone dell'Italia meridionale è scappato alle persecuzioni e si è trasferito nelle montagne centrali della Corsica.

## Migrazioni degli aschenaziti

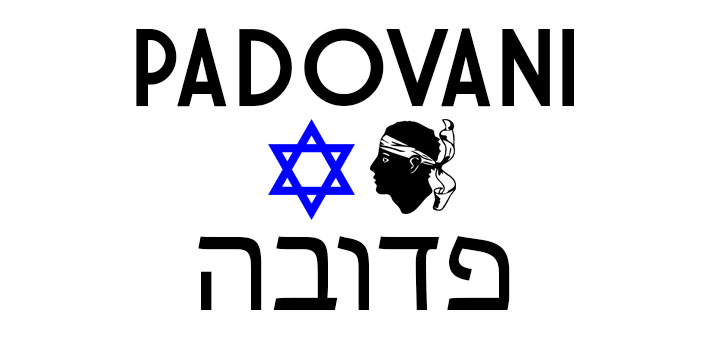
Il cognome Padovani scritto in alfabeto latino e in ebraico

### Aschenaziti da Padova
Molti ebrei aschenaziti di Padova, obbligati a vivere all'interno del ghetto istituito nel 1516, emigrarono in Corsica tra il 1590 e il 1684, anno in cui si verificarono numerose violenze antisemite a seguito di voci infondate su presunti atti di crudeltà commessi dagli ebrei contro gli ungheresi durante l'assedio di Buda condotto dalla Repubblica di Venezia in appoggio all'esercito imperiale: solo l'intervento di un frate francescano chiamato Padre Marco, che scrisse una lettera per denunciare questa mistificazione, la comunità ebraica di Padova sfuggì al massacro annunciato, ma gran parte di essa decise di emigrare in altri luoghi più tranquilli, tra cui in Corsica. I corsi li chiamarono Padovani, che letteralmente significa venuti da Padova: il cognome Padovani è oggi un cognome molto diffuso in Corsica.

### Aschenaziti dal resto dell'Italia settentrionale
Il fenomeno di persecuzione continuò nell'Italia settentrionale e l'immigrazione ebraica più conosciuta si sviluppò tra gli anni 1750 e 1769, quando alla fine della dominazione genovese durata quattrocento anni, giunse in Corsica un numero compreso tra 5.000 e 10.000 ebrei, provenienti principalmente da Milano, Torino e Genova, così come quelli da Padova.
La prima repubblica francese accolse gli ebrei arrivati in Corsica riconoscendo loro gli stessi diritti degli altri cittadini, potendo anche praticare liberamente la propria religione (cosa che all'epoca non avveniva in molti paesi). Il clima di tolleranza favorì un gran numero di matrimoni misti, che portarono all'assimilazione quasi totale degli ebrei con i cristiani.

## XX secolo
Allo scoppio della prima guerra mondiale, paesi come la Siria e la Palestina divennero un problema tra le potenze occidentali, poiché gli ottomani si allearono con i tedeschi contro i francesi, gli inglesi e i loro alleati arabi.
Nell'estate del 1915, 740 ebrei marocchini e algerini (colonia francese) furono evacuati dagli americani incaricati da sionisti ebrei e filantropi americani, dopo che i turchi li avevano deportati nei porti di Beirut e Jaffa per essere espulsi. Le navi americane girarono per il Mediterraneo alla ricerca di un luogo dove sbarcare: Egitto e Cipro rifiutarono questi profughi, mentre Chania a Creta li accettò, creando per sei mesi un enorme campo profughi. L'accoglienza non fu facile, perché gli ebrei vestivano grandi abiti orientali fino ai piedi: il delegato dell'Alleanza di Salonica chiese a tutti di vestirsi in stile occidentale, con abito e cappello, concedendo persino ricompense ai sarti per farlo! Nel settembre 1915 le autorità greche decisero però di ritirare il permesso di soggiorno dei cittadini francesi protetti a Creta: l'alleanza israelita universale decise allora di ricollocare in Corsica i profughi ebrei siriani, che con l'aiuto della marina militare francese giunsero ad Ajaccio. Nonostante l'estrema povertà dell'isola francese, la popolazione accolse con entusiasmo i "rifugiati siriani", cucendo per loro anche i vestiti. Nel febbraio 1916 una cinquantina di famiglie (circa 180 persone) furono trasferite a Bastia. Al termine del conflitto, nel 1920 parte della comunità ritornò ad Eretz (Israele), ma a causa della miseria alcuni tornano in Corsica.
Durante la seconda guerra mondiale, mentre la Corsica era occupata dall'esercito italiano, gli abitanti dell'isola si mobilitarono per nascondere gli ebrei nei villaggi di montagna. Pierre-Joseph Jean Jacques Ravail, alto funzionario francese sub prefetto di Sartène, riuscì a salvare decine di ebrei, mettendo a rischio la propria vita.